# 莫斯伯格馬弗里克88泵動式霰彈槍
馬弗里克88（英語：Maverick 88）是一款由美国槍械製造商O.F.莫斯伯格父子公司所研製及生產的泵动式散彈槍，可說是泵动式12鉛徑莫斯伯格500的略微低成本版本，但是在外觀上卻與500型幾乎完全相同，可以發射23⁄4英吋和3英吋12鉛徑霰彈。
原廠的馬弗里克88具有一枝黑色純合成材料槍托和前護木，圓筒狀內膛（雖然某些狩獵型號具有可互換式喉缩），和交叉螺栓孔型保險。除了前護木組件以外，大部分配件可以與莫斯伯格500互換。

## 概述
馬弗里克系列的霰彈槍是在德克萨斯州伊格帕斯市使用在美国以外以铝系輕合金所製造，主要來自墨西哥的一些部件所組裝而成。這有助於使其價格比完全是在美國本土生產並且在O.F.莫斯伯格父子公司在康乃狄克州的工廠組裝的莫斯伯格500系列霰彈槍相對而言較為便宜。
馬弗里克88和莫斯伯格500型號的扳機組件之間不能互換，但大多數的其他部件，包括槍管、槍托和管式彈倉卻可以互換（槍管和彈倉必須具有相同的長度）。馬弗里克88不配備任何槍背帶環，而莫斯伯格500系列則配備了。
馬弗里克88霰彈槍設有安裝在扳機護環的橫跨式螺栓孔型保險，而非莫斯伯格500系列所使用的頂置稍後凸起式保險。
早期型號的馬弗里克88配備了單一的滑動導軌，但這於1990年時已更新為雙重滑動導軌。馬弗里克88的機匣頂部並無用以裝上韋弗式瞄準鏡安裝導軌的預鑽孔和挖掘。
馬弗里克88只有原廠烤藍钢這款表面處理，而相對的莫斯伯格500系列則具有原廠烤藍、鍍镍或是磷化（槍管／彈倉）表面處理可以選擇。
馬弗里克88具有兩款基本的型號，88野外型和88安防型。88野外型具有一根較長的711.2毫米（28英吋）散熱肋條型槍管，而安防型則具有469.9毫米（181⁄2英吋，6發容量）或508毫米（20英吋，8發容量）無散熱肋條型槍管。88的內置式管式彈倉容量為6或8發，而且若不加工則不能很容易地延長它們的管式彈倉。莫斯伯格馬弗里克具有塑料製槍托和前護木。

## 使用國
- 奥地利
  - 奧地利聯邦軍陸軍獵人突擊隊
- - 克羅地亞軍隊特種作戰營（英语：Special Operations Battalion (Croatia)）
- 法國
  - 法國國家警察

## 流行文化
莫斯伯格馬弗里克88亦登場在不少的电影、电視劇和电子游戏裡，例如：

### 電影
- 2002年—：裝上大容量管式彈倉並且由便利店強盜所使用。
- 2009年—：裝上手槍握把、手槍握把型前握把和機匣左側外部6發彈藥附件並且由奇塔（Wichita，艾瑪·史東飾演）所使用。

### 電視劇
- 2005年—：
  - 2009年3月12日第4季第15集（總集數為第75集）「死亡假日」（Death Takes a Holiday）之中，裝上手槍握把和鍍鉻表面處理並且由阿拉斯泰爾（Alastair，克里斯托弗·海耶達爾飾演）所使用。
  - 2010年3月25日第5季第15集（總集數為第97集）「死人不穿格紋」（Dead Men Don't Wear Plaid）之中，由喬迪·米爾斯警長（Sheriff Jody Mills，金羅德飾演）轉交給山姆·溫徹斯特（Sam Winchester，飾演）使用，然後山姆又將其交給一名鄉民使用。
  - 2010年4月1日第5季第16集（總集數為第98集）「月之暗面」（Dark Side of the Moon）之中，由沃爾特（Walt，內爾斯·利拿遜飾演）所使用。
  - 2010年4月8日第5季第17集（播出順序為第99集）「99個問題」（99 Problems）之中，由一名倖存者所使用。
  - 2010年11月19日第6季第15集（播出順序為第119集）「法國的錯誤」（The French Mistake）之中，由槍店店主（里斯·亞歷山大飾演）賣給降臨平凡現實的天使維吉爾（Virgil，卡洛斯·桑斯飾演）以後由維吉爾所使用。

### 电脑游戏
- 2007年—：裝上手槍握把，命名為“追趕者13”（英語：Chaser 13）。奇怪地在第一人稱視角武器模組採用鏡像佈局（拋殼口在左側）。
- 2007年—：命名為「莫斯12」（Moss 12），裝上手槍握把，由海盜艾迪·拉加 （Eddy Raja）的手下所使用。
- 2008年—：裝上手槍握把，命名為“追趕者13”（英語：Chaser 13）。奇怪地在第一人稱視角武器模組採用鏡像佈局（拋殼口在左側）。
- 2009年—：命名為「莫斯12」（Moss 12），裝上手槍握把，由佐朗·拉札雷維奇（Zoran Lazarevic）的手下所使用。
- 《刺客任務》系列的《暗殺世界》系列三部曲：以該槍為藍本，裝上大量木製附件與手槍握把，但取消柄狀保險，命名為“巴托麗12G”（英語：Bartoli 12G）；解鎖衍生型為：
  - 2016年—《2016》：“戰術型巴托麗12G”（英語：Bartoli 12G），裝上大量聚合物附件與手槍握把並延長彈倉）。
  - 2018年—《2》：新增“巴托麗12G縮短H型”（英語：Bartoli 12G Short H，取消槍托並延長彈倉版本）、“削短型巴托麗12G”（英語：Sawed Off Bartoli 12G，削短槍管與槍托版本）、“黃金削短型巴托麗12G”（英語：Golden Sawed Off Bartoli 12G，削短型巴托麗12G的黃金槍身版本，只能在“离职补贴”任務當中以特殊手段獲得）。
  - 2021年—《3》：新增“極端破壞者（英语：maximalist）散彈槍”（英語：The Maximalist Shotgun，為配合七宗罪DLC的暴食主題的版本）。

## 資料來源
1. ↑  . Maverickarms.com.   [2008-09-13]. （原始内容存档于2008-09-12）.
2. ↑  . Maverickarms.com.   [2008-09-13]. （原始内容存档于2003-04-17）.

## 外部連結
- （英文）—Official Maverick 88 product webpage
- （英文）—Official Mossberg product webpage （页面存档备份，存于）
- （英文）—Gunsumer Reports－Mossberg Maverick 88 Security 8-Shot Shotgun Review （页面存档备份，存于）
- （英文）—Personal Defense World.com—12 Pump-Action Shotguns From GUN BUYER'S ANNUAL （页面存档备份，存于）